# Trương Doãn
Trương Doãn (tiếng Hán: 張允; Phiên âm: Chang Yün) (??? - 208) là tướng lĩnh phục vụ dưới trướng Lưu Biểu cuối thời kỳ nhà Hán. Ông là cháu họ ngoại của Sái Mạo, cũng như cậu của mình, ông rất thạo về thủy chiến. Cả hai người đã cùng thề sẽ trung thành với Tào Tháo khi Lưu Tông đầu hàng Tào Tháo sau cái chết của Lưu Biểu.

## Trong tiểu thuyết
Trong tiểu thuyết lịch sử Tam quốc diễn nghĩa của La Quán Trung, Sái Mạo và Trương Doãn được bổ nhiệm làm chính phó đô đốc thủy sư trong chiến dịch Xích Bích chống lại Đông Ngô. Tuy nhiên, Tào Tháo đã trúng kế phản gián của Chu Du rồi mang Sái Mạo và Trương Doãn xử trảm sau khi lầm tưởng họ đang âm mưu ám sát ông.